# Cala Tuent
Cala Tuent es una cala del municipio de Escorca, en Mallorca (Islas Baleares, España). Está situada entre La Costera y La Calobra, a los pies del Puig Major.
Es una de les pocas calas vírgenes que se conservan en la isla. Tiene una longitud de unos 180 metros y un suelo mayoritariamente de grava.
Se accede a través de una estrecha carretera con curvas de montaña y no dispone de los servicios de playas más populares al tratarse de una cala más aislada. Además dispone de un pequeño aparcamiento gratuito.
El 14 de septiembre de 1993 sufrió un devastador incendio que calcinó más de 400 hectáreas. El terreno se ha ido recuperando hasta el día de hoy.

## Galería

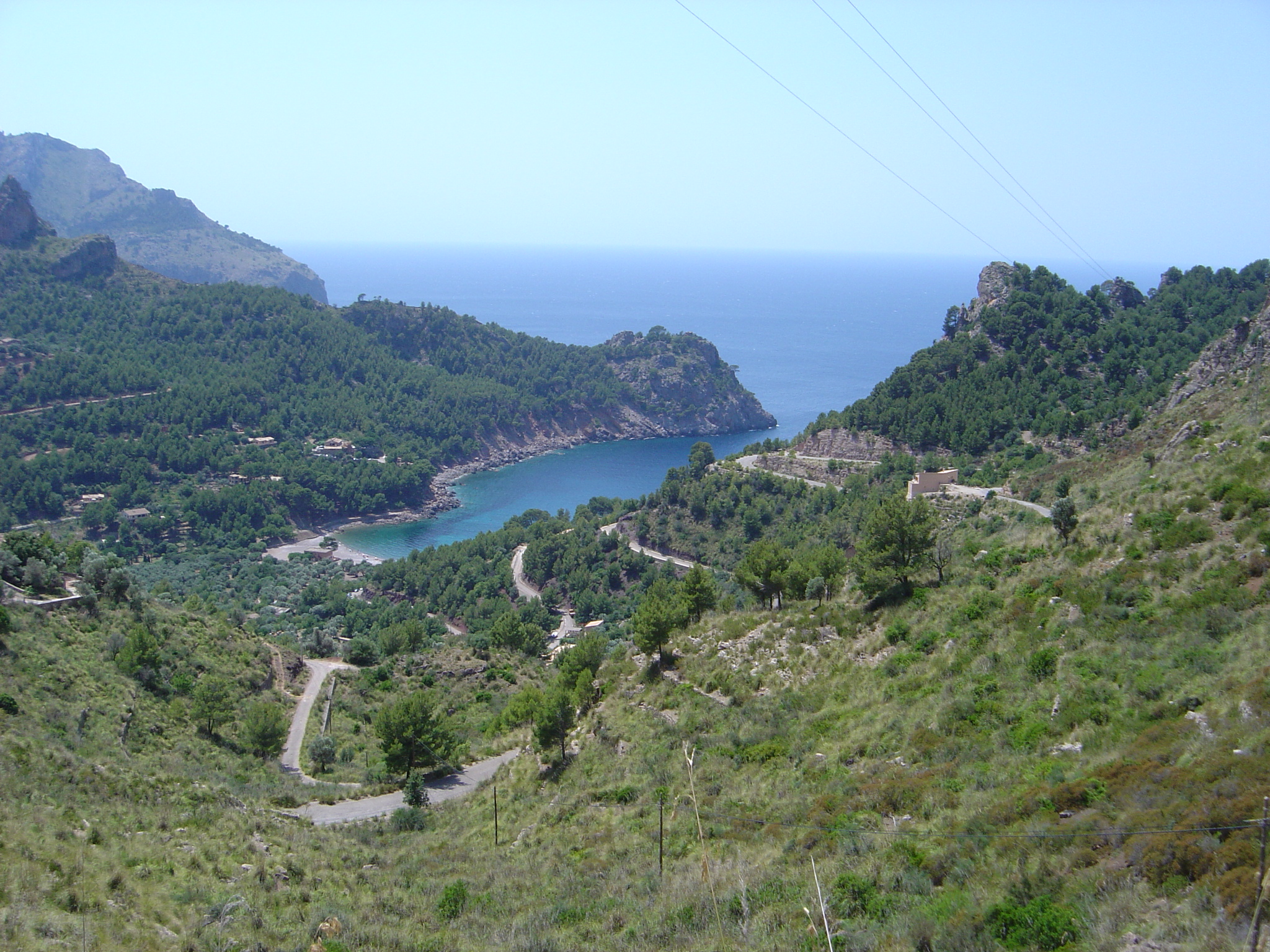
Vista general de la cala desde el Coll de Sant Llorenç.
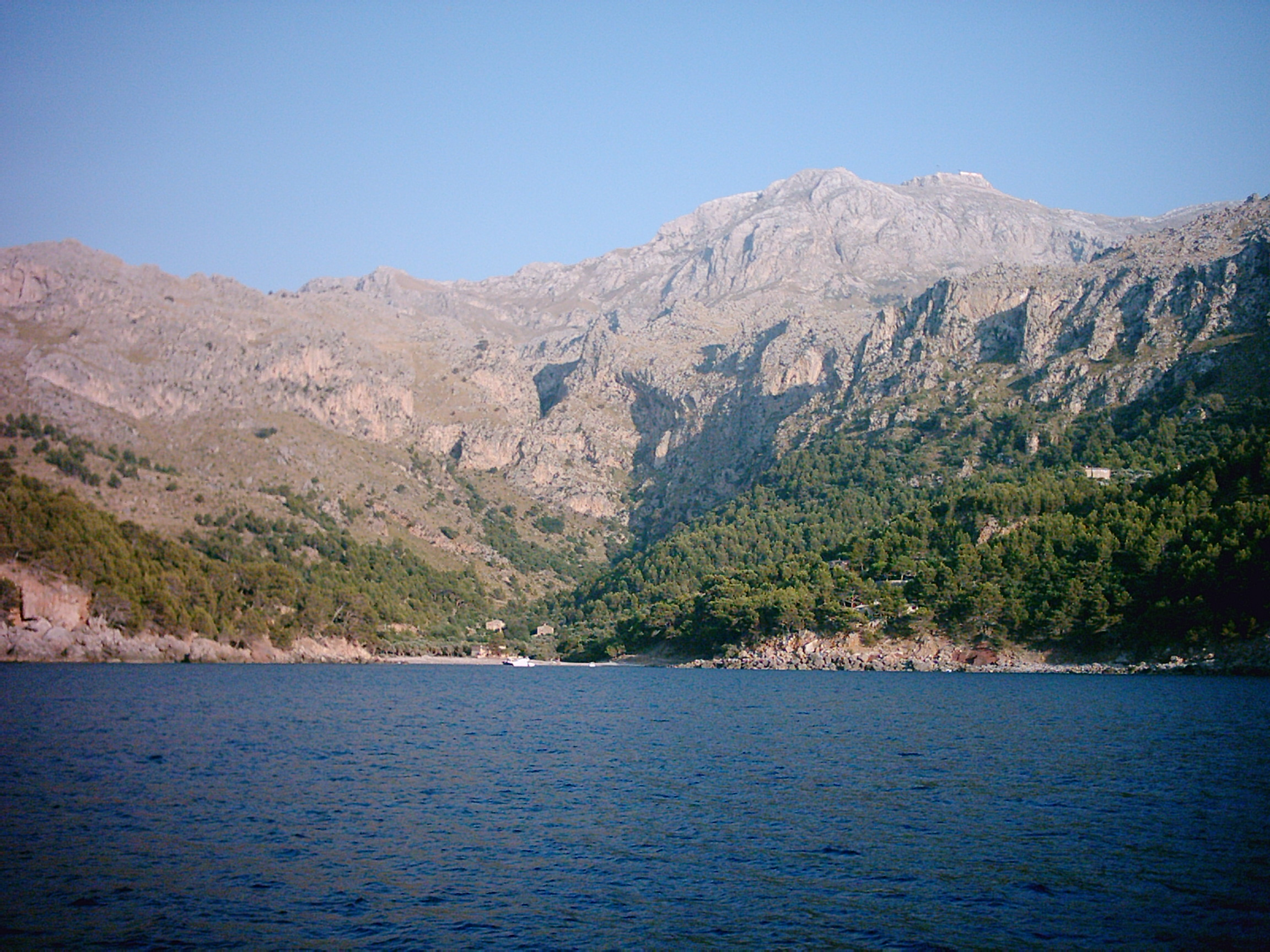
Cala Tuent desde el mar, con el Puig Major al fondo.
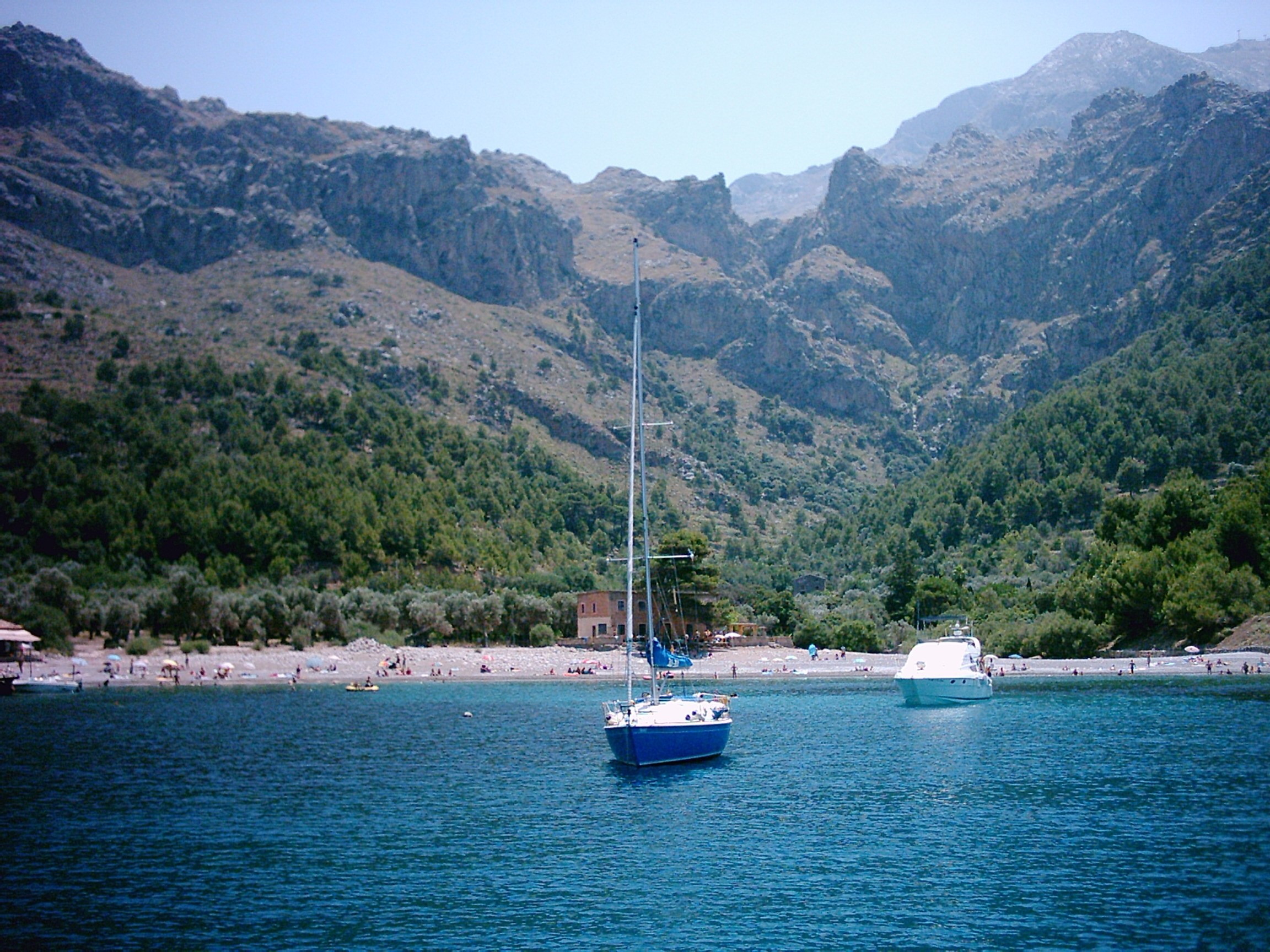
Cala Tuent vista desde el mar.
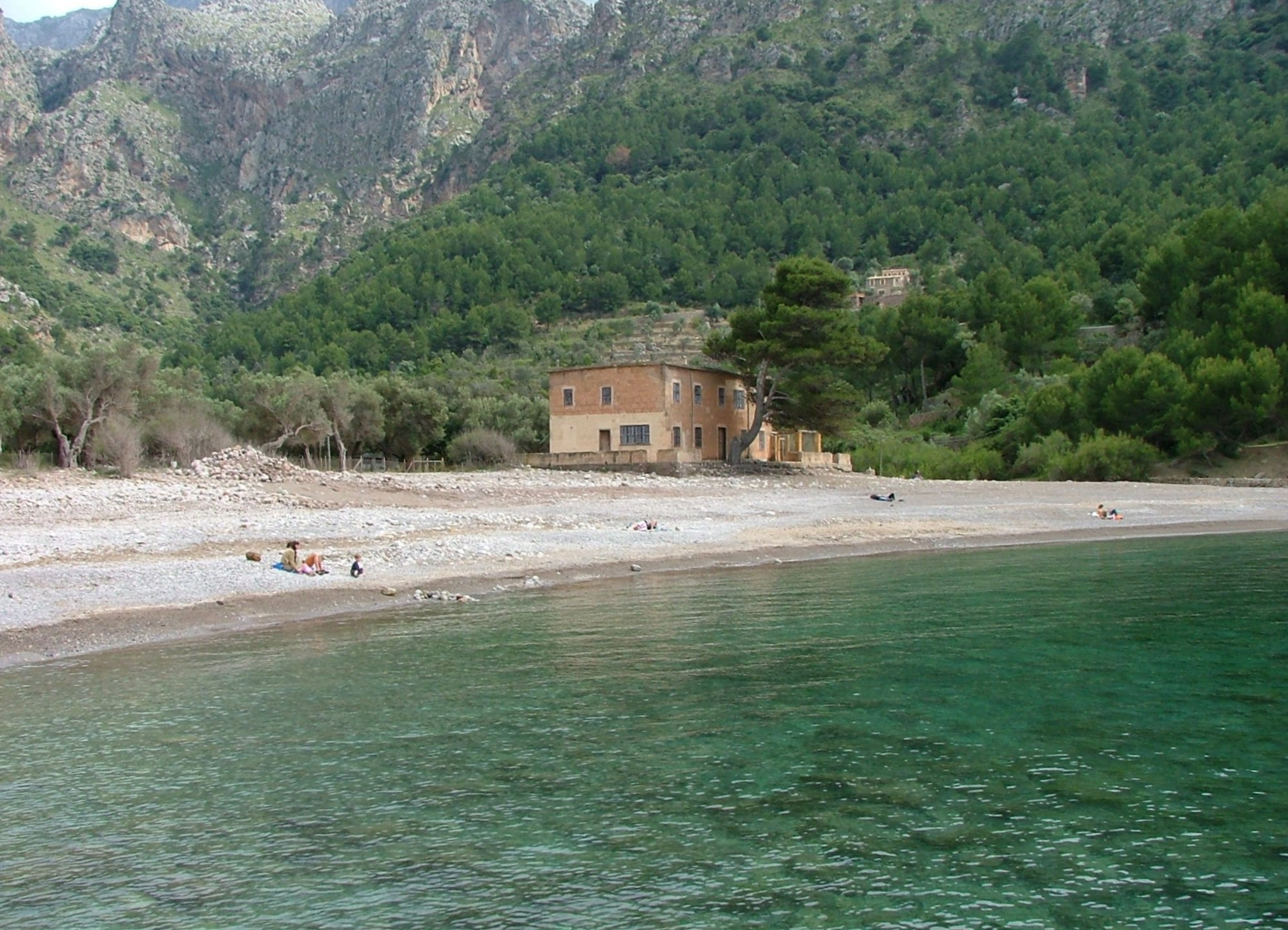
La cala.